# بانايوتيس إيكونوموبولوس
بانايوتيس "تاكيس" إيكونوموبولوس (باليونانية: Παναγιώτης "Τάκης" Οικονομοπουλος؛ 19 أكتوبر 1943 - 10 فبراير 2025) هو لاعب كرة قدم يوناني محترف لعب في مركز حارسة المرمى، كان واحداً من أعظم حراس المرمى اليونانيين وقضى معظم حياته المهنية مع نادي باناثينايكوس وحقق معه سبع بطولات ضمن المسابقات الوطنية اليونانية. خلال مسيرته الكروية التي استمرت 23 عامًا، ارتدى قميص المنتخب الوطني 25 مرة. وكان أول ظهور له في عام 1965، وكانت آخر مرة شارك فيها في مباراة مع المنتخب اليوناني في عام 1974. أطلق عليه لقب "الطائر" بعد قفزاته الرائعة التي قام بها خلال مسيرته المهنية. تظل إنجازاته بقميص باناثينايكوس، وأبرزها حضوره في نهائي كأس أوروبا 1971 في ويمبلي، بالإضافة إلى إنجازه المذهل في عام 1965 بالحفاظ على نظافة شباكه لمدة 1088 دقيقة متتالية، محفورة إلى الأبد في ذكريات جميع مشجعي الرياضة.
اختاره الاتحاد الدولي لتاريخ وإحصاءات كرة القدم ضمن أفضل 11 لاعبًا على الإطلاق في كرة القدم اليونانية في عام 2021، وفي السنوات الأخيرة تميز كرسام ، حتى أنه شارك في العديد من المعارض، كان تاكيس إيكونوموبولوس يحب الرسم منذ صغره وكان يمارسه بشغف. بالإضافة إلى الألوان التي كانت مناسبة للمناظر الطبيعية، اتبع أسلوبه الفني الخاص مستخدمًا مواد مختلفة مثل أعواد الأسنان، وإبر الصنوبر، والمسامير الخشبية، مما أدى إلى أن تأخذ لوحاته شكلًا ثلاثي الأبعاد. تدور أعماله بشكل رئيسي لحظات من الحياة اليومية والمناظر الطبيعية ولحظات من تجارب حياته الرياضية.

## حياة مهنية

### النادي
بدأ لعب كرة القدم في كاليثيا واستمر في أبولون سميرنيس وبرودفتيكي، قبل أن ينتقل إلى باناثينايكوس في عام 1964، حيث كان حارس المرمى الرئيسي للفريق لمدة اثني عشر عامًا. وفي عام 1965 حقق رقماً قياسياً عظيماً، إذ حافظ على نظافة شباكه لمدة 1088 دقيقة تنافسية، من 17 يناير إلى 9 مايو. خلال الفترة 1976-1977 لعب مع نادي باناتشايكي، وأنهى مسيرته في عام 1979 مع نادي أبولون أثينا.

### المنتخب اليوناني
شارك لأول مرة مع منتخب اليونان في 3 أكتوبر 1965، في مباراة على أرضه ضد الاتحاد السوفييتي في تصفيات كأس العالم 1966. ولعب ما مجموعه 25 مباراة مع المنتخب الوطني، من عام 1965 إلى عام 1974.

## الأنجازات

### نادي باناثينايكوس أثينا

#### المسابقات المحلية
- ألفا إثنيكي (5): 1964، 1965، 1969، 1970، 1972
- كأس اليونان (2): 1967، 1969

#### المسابقات الإقليمية والدولية
- كأس أوروبا
  - الوصيف (1): 1971
- كأس الإنتركونتيننتال
  - الوصيف (1): 1971

## وفاته
توفي إيكونوموبولوس بسبب مضاعفات السكتة الدماغية في يوم الاثنين 10 فبراير 2025، عن عمر يناهز 81 عامًا. وكان قد مكث في وحدة العناية المركزة بمستشفى إريثروس ستافروس في أثينا لمدة عشرة أيام بعد إصابته بسكتة دماغية.